# Aeugsterberg
Der Aeugsterberg (auch Äugsterberg) ist ein 829 m ü. M. hoher Berg im Schweizer Kanton Zürich. Er liegt nördlich von Aeugst am Albis westlich des Türlersees.
Der Aeugsterberg entstand aus Ablagerungsmaterial der Hörnlischüttung. Die Gesteinsserien dieser Oberen Süsswassermolasse bestehen hauptsächlich aus verschiedenen Mergeln, Sandsteinen und Kalken. Während der letzten Eiszeit ragte der Aeugsterberg wie eine Insel aus den von Reuss- und Linthgletscher gemeinsam gebildeten Eismassen.
Nach dem Abschmelzen des Gletschers hatte der Druck auf die Bergflanke nachgelassen, während gleichzeitig die Schmelzwasserbäche die Erosion am Fuss des Berges verstärkten. Vor ungefähr 10'000 Jahren verlor der Hang die Stabilität und liess 75 Millionen Kubikmeter Gestein als Sackung von der Nordseite des Grates ins Reppischtal abstürzen. Durch die gestaute Reppisch entstand der Türlersee, der anfänglich über den Hexengraben in Richtung Reuss abfloss, bis sich die Reppisch ein neues Bett durch die Sackung graben konnte und wieder in die Limmat floss.
1786 wurde nördlich des Aeugsterbergs beim Gottert ein Kohlenflöz entdeckt, was zum Bau des Bergwerks Riedhof führte, in dem während der Perioden 1786–1814, 1917–1921 und 1942–1947 Kohle abgebaut wurde.

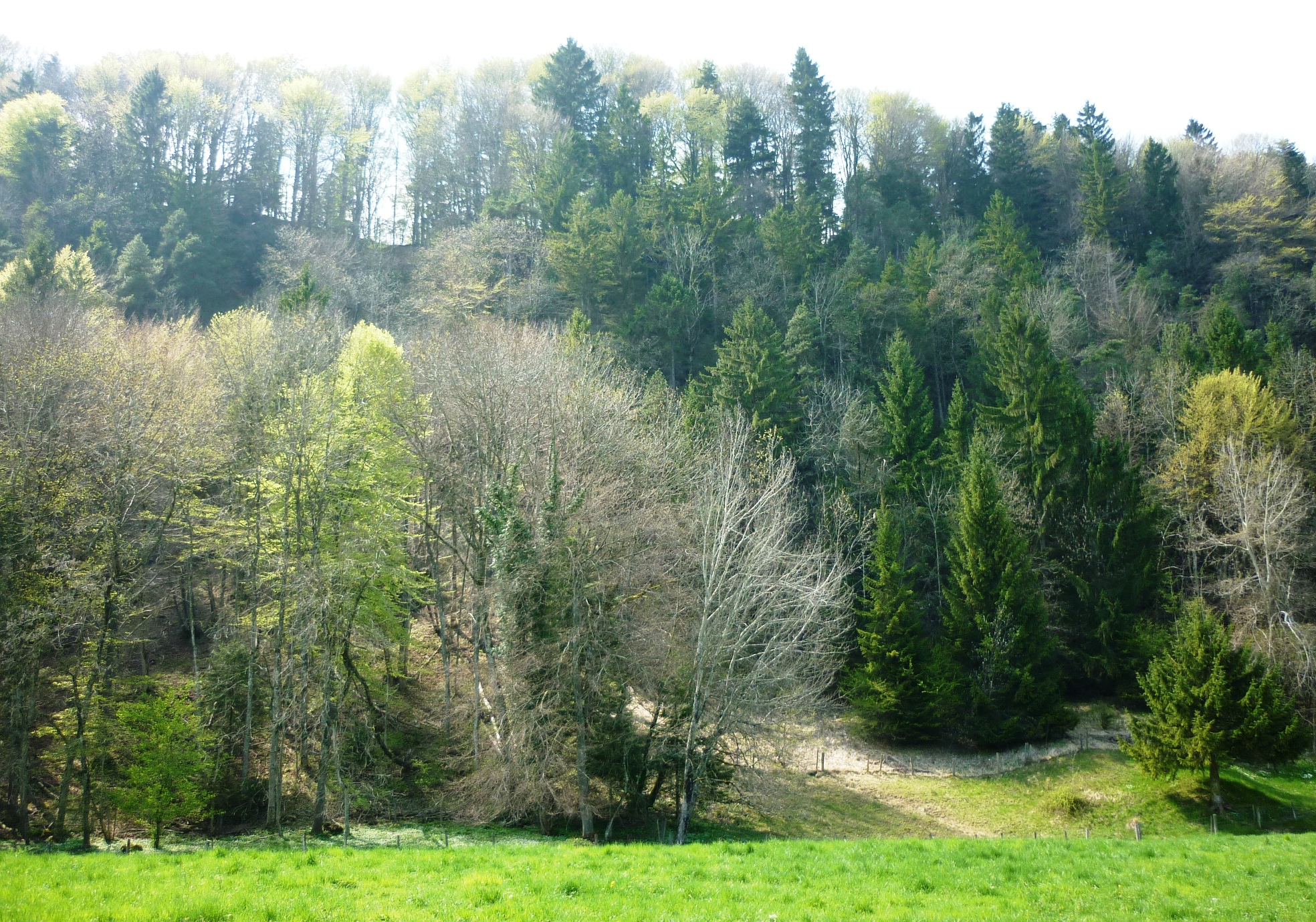
Bergrutschgebiet vom Aeugsterberggrat bis zur «Setzi»
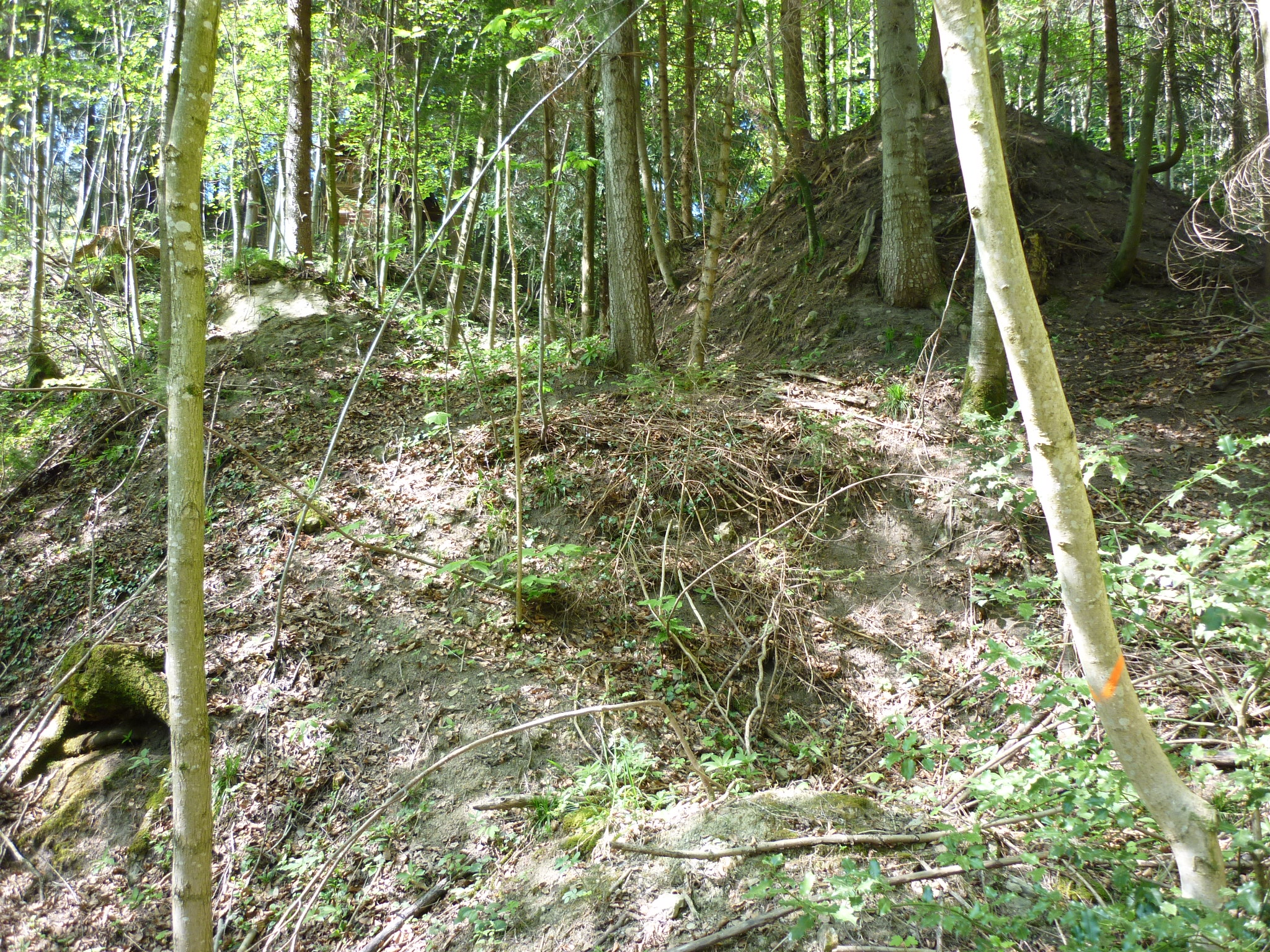
Abgesackte Gesteinsmassen als erodierte Hügel
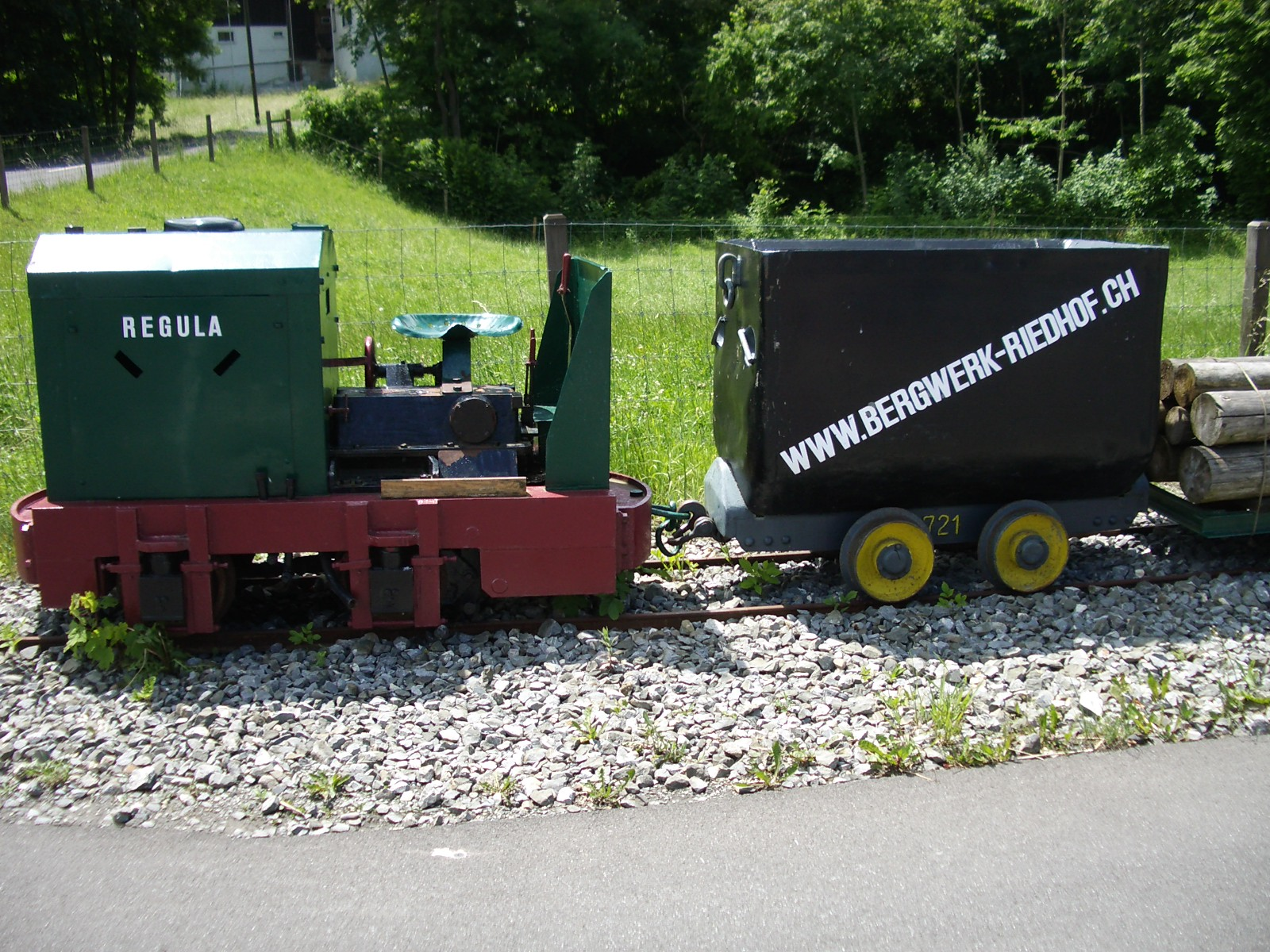
Eine alte Grubenlok mit Grubenhund weist auf das ehemalige Braunkohlebergwerk Riedhof hin

## Geschichte
Bei archäologischen Sondierungen konnten 1995 Funde von ca. 1000 v. Chr. erstmals eine hallstattzeitliche Siedlungsstelle im Knonauer Amt mit einem Grubenhaus auf dem Steinenstückli am Aeugsterberg belegen. Einige wenige Funde, darunter das Fragment eines Glas-Armringes, datieren in die Latènezeit (450 v. Chr.).
Notgrabungen 2001–2002 brachten neben prähistorischen Funden auch die Kies-Kofferung eines römischen Strässchens zutage, das auf eine römische Besiedlung schliessen lässt. Aufgrund von Keramikfunden im Bereich des Strässchens ist es ins 1. bis 3. Jh. zu datieren.